# Coryphantha glassii
Coryphantha glassii, conocida comúnmente como biznaga de Guanajuato, es una especie de planta suculenta perteneciente al género Coryphantha, dentro de la familia Cactaceae. Es endémica del noreste de México (concretamente de los estados mexicanos de Guanajuato y San Luis Potosí).

## Descripción

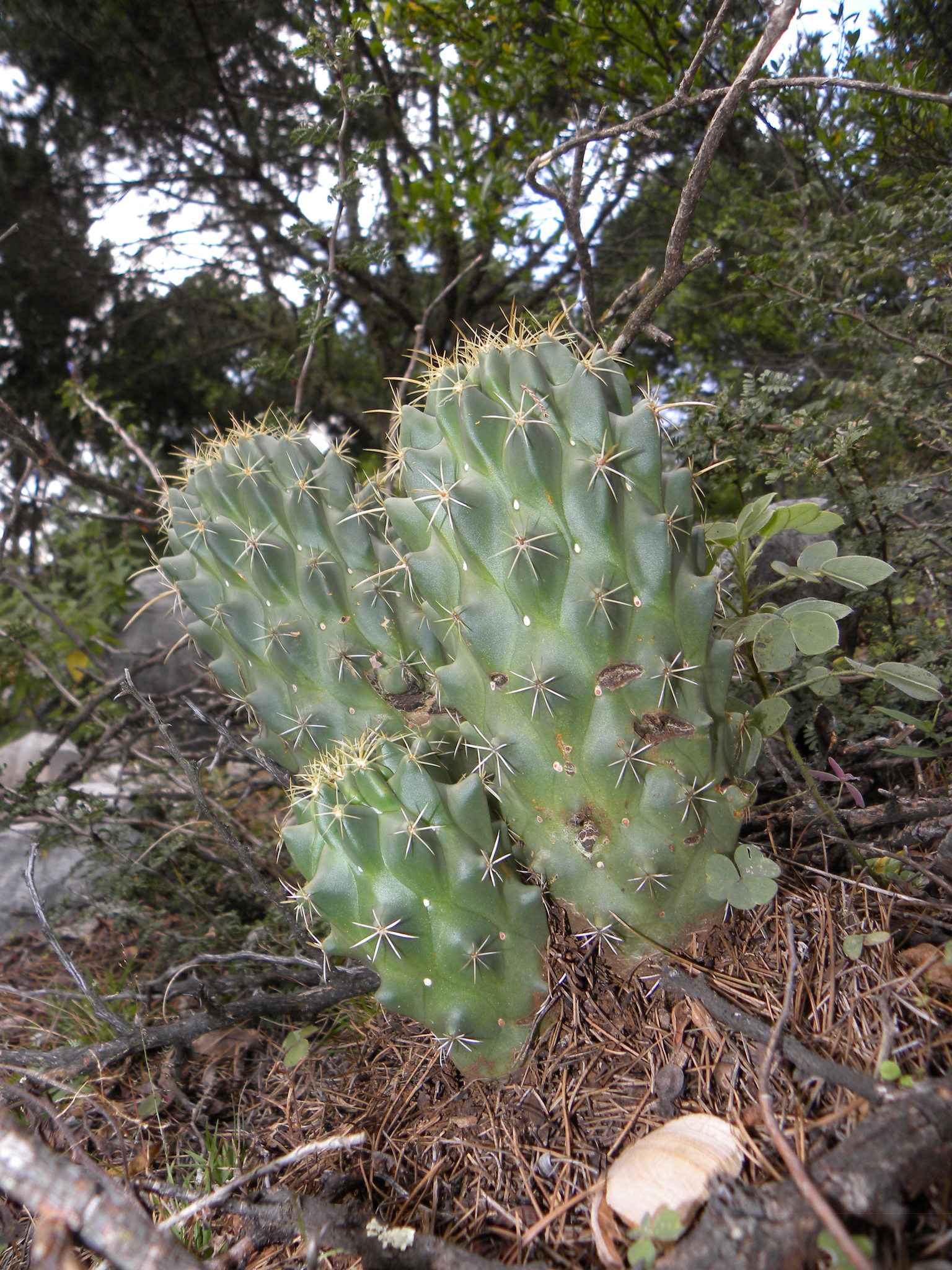
Porte de la planta

Coryphantha glassii es una especie de cactus que generalmente se ramifica a partir de grandes brotes subterráneos, formando grupos de hasta 50 cm de diámetro. Los tallos son cilíndricos, tienen la epidermis de color verde brillante y alcanzan alturas de hasta 30 cm, con un diámetro de 6 cm.
Los tallos están cubiertos de tubérculos cónicos o cilíndricos que miden hasta 1,4 cm de largo. Son surcados y tienen una base de 0,6 cm. Sus axilas, aunque inicialmente son lanudas, con el tiempo se vuelve desnudas y contienen glándulas de néctar.
En la punta de los tubérculos se asientan areolas redondas de 1,5 mm de ancho. Presentan de 2 a 3 espinas centrales rectas de color amarillento a miel que miden entre 1,6 y 2,5 cm de largo, donde una de ellas domina y está ligeramente dirigida hacia abajo. También tienen de 10 a 13 espinas radiales de color blanco amarillento, de hasta 0,8 cm de largo.

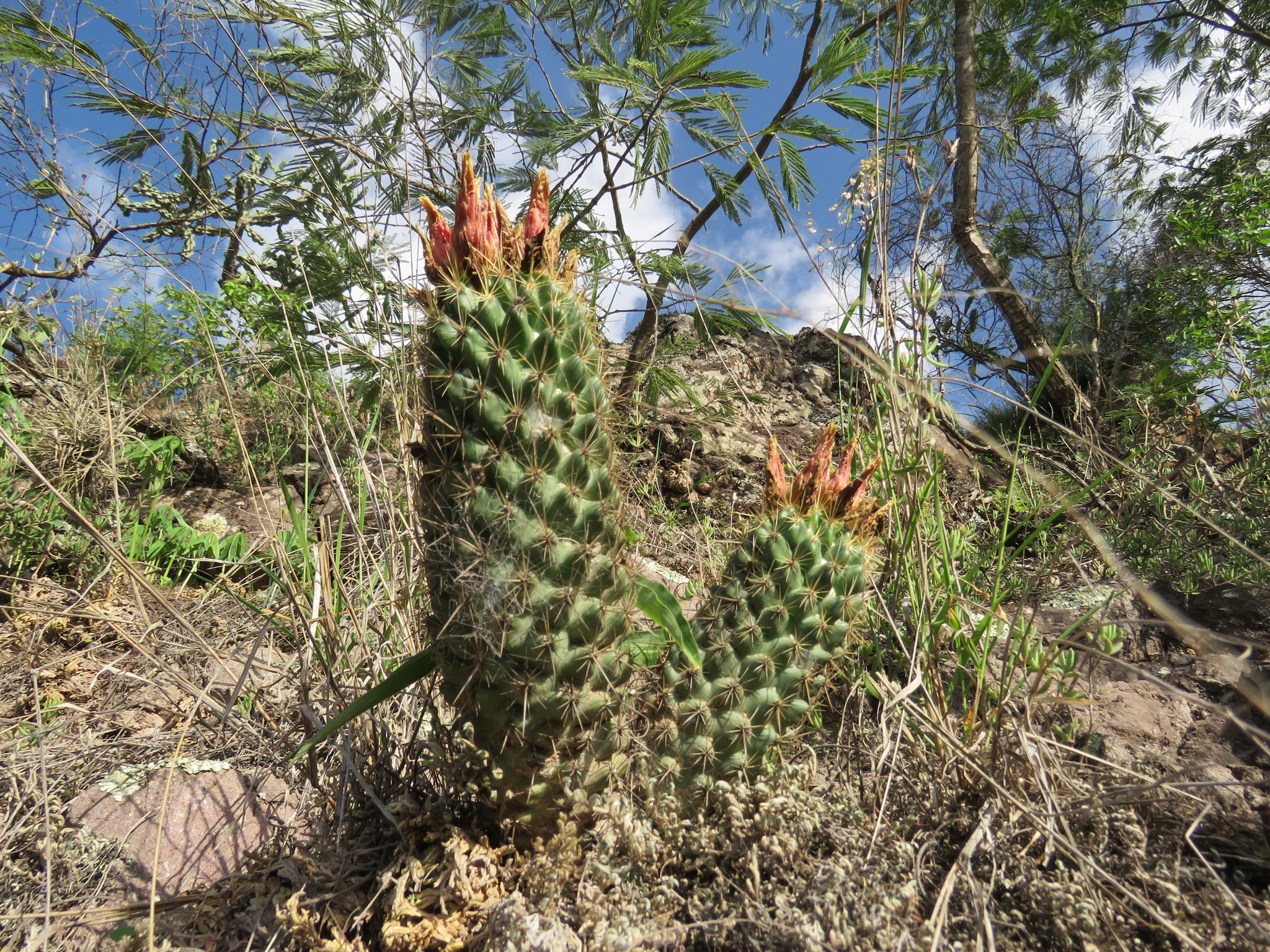
Planta con flores secas

Las flores son de color amarillo brillante y tienen los filamentos de color rojizo. Miden hasta 3,5 cm de largo y alcanzan un diámetro de 3 cm. Los frutos son de color verde oliva y tienen forma de huevo. Son jugosos y presentan restos florales. Tienen una longitud de hasta 1 cm y un diámetro de 0,8 cm. En su interior contienen semillas reniformes de aproximadamente 1.5 mm de largo.

## Distribución y hábitat
El área de distribución nativa de esta especie es el noreste de México (concretamente en los estados mexicanos de Guanajuato y San Luis Potosí) y crece principalmente en biomas desérticos o de matorral seco.

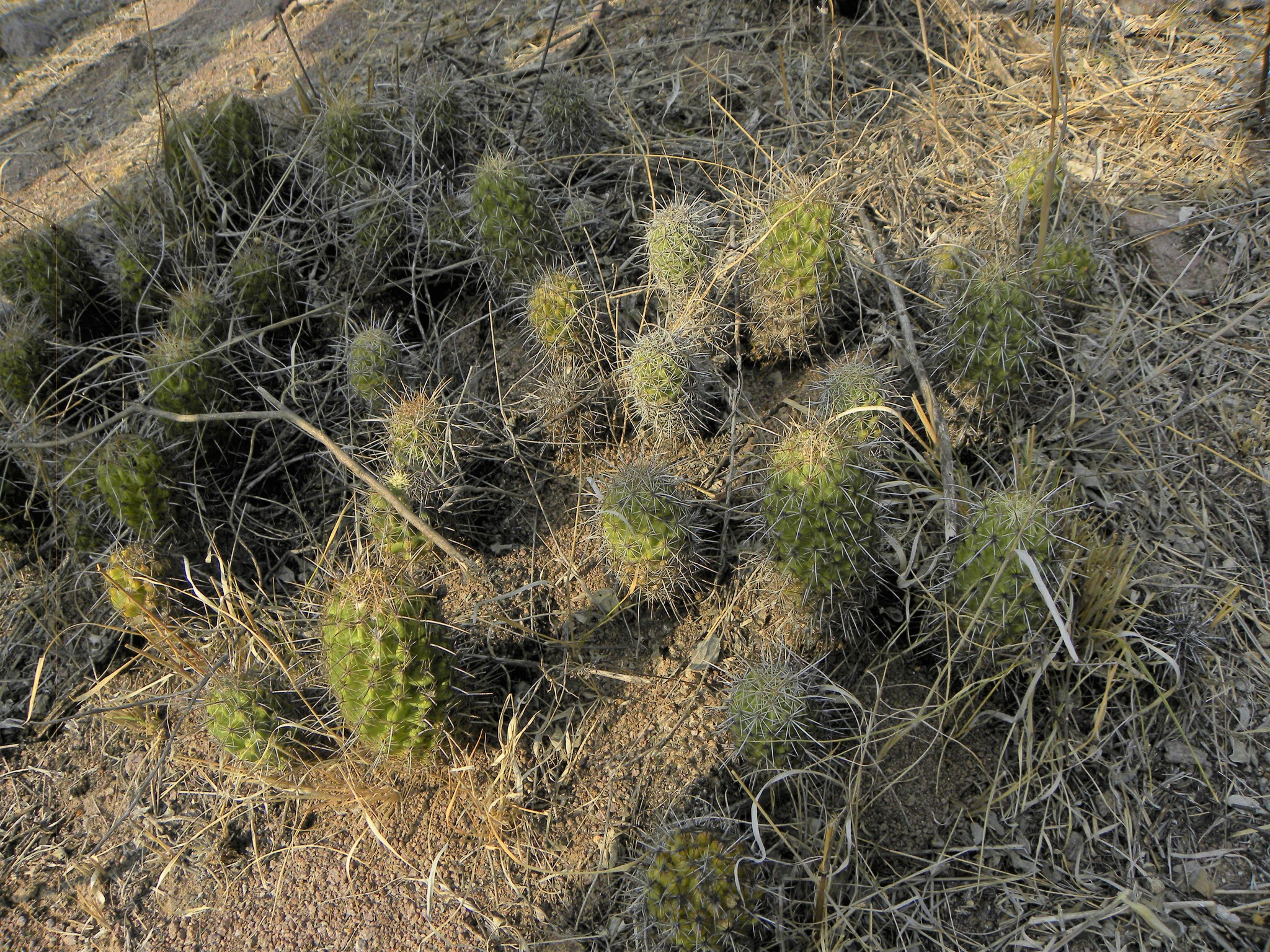
Planta en su hábitat

Habita en pastizales secos sobre suelos de grava calcárea de laderas, cimas de colinas o montañas, formando grandes agrupaciones.

## Taxonomía
Coryphantha glassii fue descrita por los botánicos Reto F. Dicht y Adrian D. Lüthy y publicada por primera vez en la revista científica Kakteen und andere Sukkulenten 51: 2, en 2000.
Etimología
- Coryphantha: nombre genérico que deriva del griego coryphe (que significa 'cima' o 'cabeza'), y anthos (que significa 'flor'), haciendo referencia a que las flores aparecen en el ápice de los tallos.
- glassii: epíteto específico otorgado en honor al horticultor y especialista en plantas suculentas estadounidense Charles Edward Glass (1934-1998).[6]

## Estado de conservación
En la Lista Roja de Especies Amenazadas de la UICN, la especie está clasificada como de “Preocupación Menor (LC)”.
No se conocen amenazas para la conservación de esta especie, a pesar de que su población es bastante pequeña (no mayor a 1000 individuos maduros) y su área de distribución es reducida, no se ha visto afectada por actividades humanas.

## Usos
Se cultiva principalmente como planta ornamental y su propagación se realiza a través de semillas.